# Hendrik Goltzius
Hendrik Goltzius, též Goltz (leden-únor 1558, Mühlbracht, nyní Bracht-am-Niederrhein – 1. ledna 1617, Haarlem) byl nizozemský grafik, kreslíř a malíř, představitel severského manýrismu.

## Život

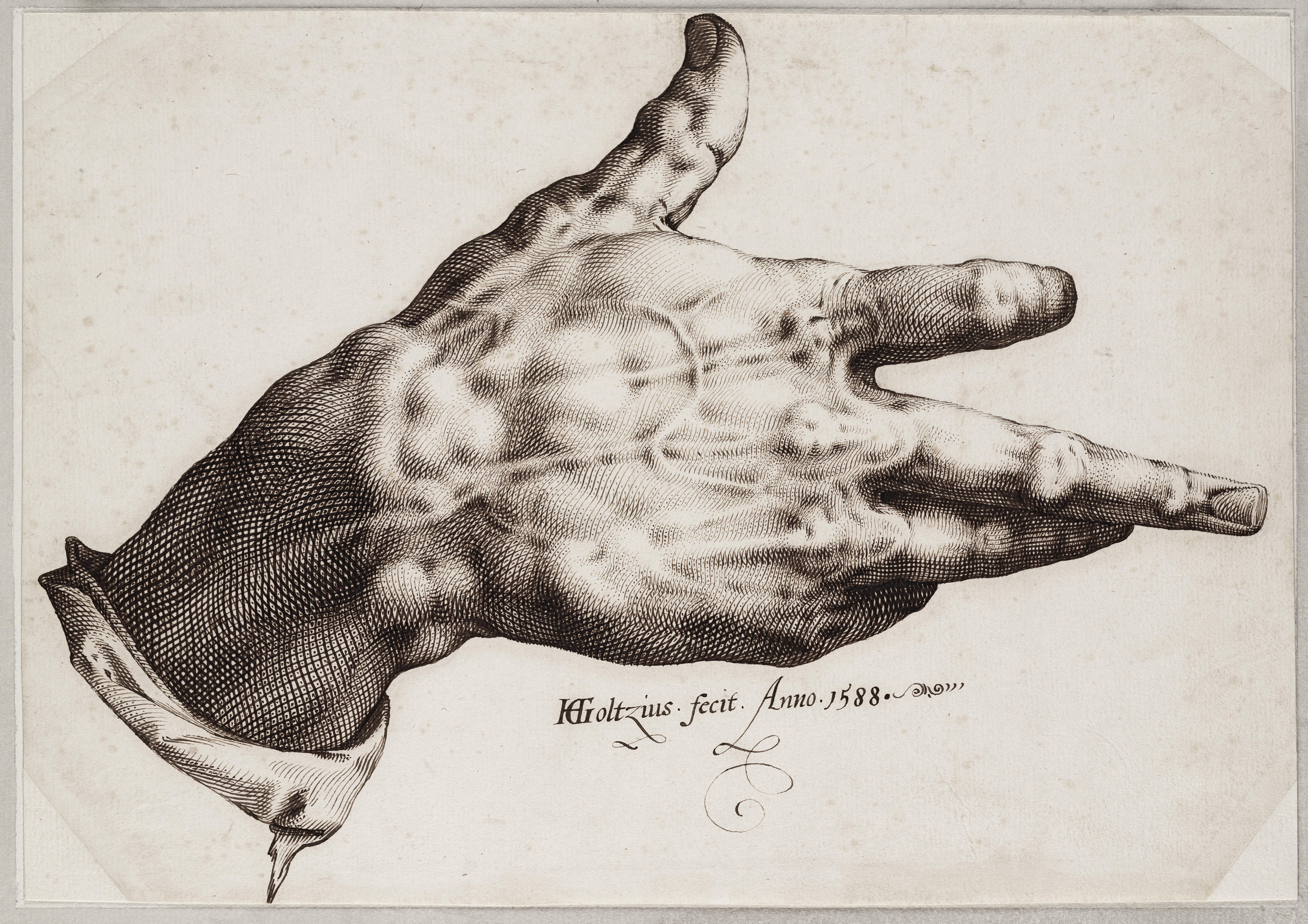
Pravá ruka H. Goltziuse

Hendrik Goltz se narodil v Německu poblíž hranice se španělským Nizozemskem v umělecké rodině. Jeho dědeček Hubrecht von Hinsbeck, alias Goltzius byl malíř a starosta Venlo, prastrýc Syberdt Goltz sochař, otec a bratr Jan byli malíři, bratranec byl umělec a medievalista. Hendrik ve věku jednoho roku utrpěl úraz - oheň mu popálil a trvale znetvořil pravou ruku. Přesto byl od dětství talentovaným kreslířem a po školení u svého otce, malíře skla v Duisburgu, se roku 1575 stal žákem nizozemského humanisty, teologa a rytce, exulanta v Xantenu, Dircka Volkertszoon Coornherta. Jeho úraz, který později zaznamenal vlastní detailní kresbou (1588), se nakonec stal výhodou při rytecké práci, protože umožnil pevně držet burinu a pracovat silou svalů celé ruky.
Roku 1577 se přestěhoval do Haarlemu a roku 1579 se zde oženil s bohatou vdovou Margarethou Jansdr. Manželství zůstalo bezdětné, ale svatbou získal dostatek financí k založení vlastního nakladatelství v Haarlemu (1582), kterým prolomil dosavadní monopol Antwerp ve vydávání uměleckých grafických listů. Roku 1583 se zde seznámil s vlámským malířem a historikem umění Karlem van Manderem, který mu ukázal kresby Bartholomea Sprangera. Goltzius s Manderem a místním malířem Cornelisem van Haarlem založil malířskou Akademii. Goltzius měl mnoho žáků, kteří v rytinách napodobovali jeho manýristický styl (Jakob de Gheyn II., nevlastní syn Jacob Matham, Pieter de Jode I., Jan Saenredam, Jan Muller). Jedním z žáků Akademie, který se později oženil s jeho mladší sestrou Sofií (1595), byl malíř, rytec, kartograf a vynálezce Cornelius Drebbel. Karel van Mander se stal jeho životopiscem.
Roku 1590 cestoval do Hamburku, Mnichova a odtud do Itálie. Důvodem k jeho cestě byly zhoršující se duševní deprese. Přes Benátky, Bolognu a Florencii přijel roku 1591 do Říma. Tam kreslil antické památky a díla Michelangela a Rafaela, portrétoval řadu umělců (Giambologna). Navštívil také Neapol a Pozzuoli. Vrátil se roku 1591 přes Mnichov do Haarlemu.
Roku 1600, ve věku 42 let, skončil s grafickými technikami a po zbytek života se věnoval olejomalbě. Zemřel 1. ledna 1617 a je pohřben v kostele sv Bavo v Haarlemu

## Dílo
Z díla Hendricka Goltziuse se zachovalo více než 500 kreseb, 160 rytin a 50 obrazů nebo sérií rytin. Jako grafik dovedl k dokonalosti vytváření "tonálního efektu" změnou tloušťky ryté linie. K dosažení ještě jemnějšího stínování užil tečkovací techniku v kombinaci se šikmým šrafováním (Faëthón, 1588). V letech 1593 - 1594 vytvořil cyklus šesti desek se scénami ze života Marie a dětství Krista, které jsou považovány za jeho mistrovská díla. Byl schopen reprodukovat styly různých grafiků jako Dürer, Lucas van Leyden, Federico Barocci, Parmigianino, Raphael nebo Jacopo Bassano. V grafickém listu s Obřezáním Krista napodobil tak dokonale Dürera, že list byl odborníky považován za nepublikované dílo německého mistra. Svými grafickými reprodukcemi obrazů Bartholomea Sprangera proslavil sebe i malíře a byl velmi ceněn císařem Rudolfem II., na jehož dvoře Spranger působil.
Úraz v dětství, který znetvořil jeho ruku, chápal jako jakousi zkoušku ohněm. Ve svém domě vytvořil na zdi monumentální grisaillovou kresbu připomínající antický reliéf, na které římský hrdina Gaius Mucius Scaevola obětuje ruku v ohni na oltáři, aby zachránil svůj lid.
Za Goltziova mistrovská díla jsou považovány kresby perem a olejomalby, kterými dokonale reprodukoval své grafické listy. Kromě rytin byl také autorem několika šerosvitových dřevořezů. Z malířů, jejichž díla měl možnost poznat v Itálii, ho nejvíce inspiroval Tizian. Roku 1612 navštívil v Haarlemu Rubense. V malířské akademii, kterou založil, zavedl malování podle živého modelu. Na svých cestách v okolí Haarlemu pořizoval skici krajin a stal se tak jedním z předchůdců proslulé školy nizozemských krajinářů. Za jeho nejslavnější obraz je považována Danaë (Los Angeles County Museum of Art).

### Grafické listy a jejich předlohy

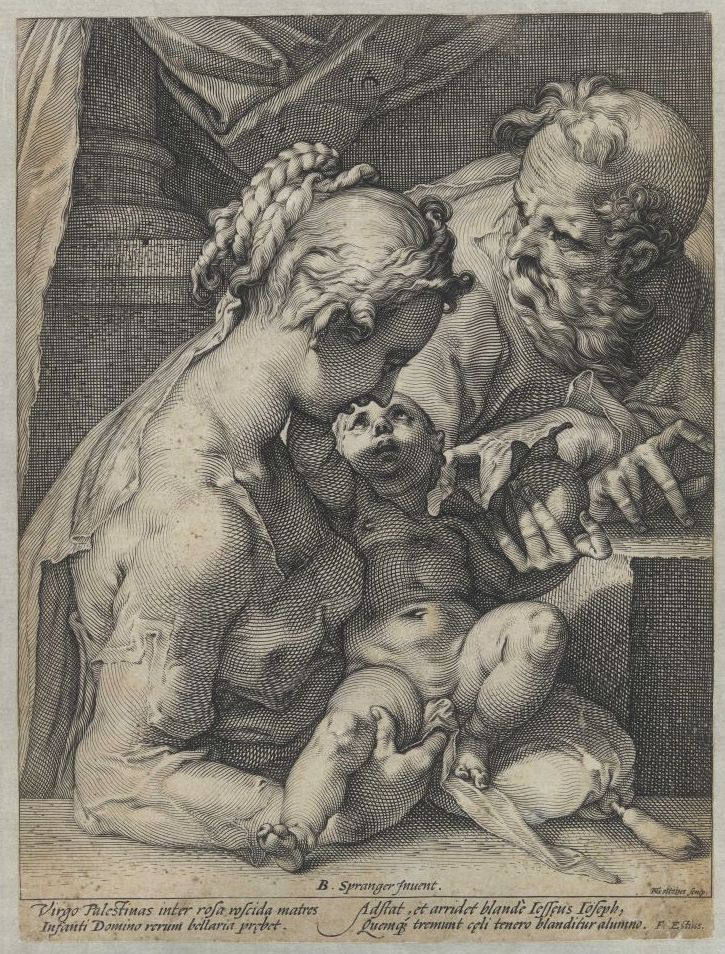
Svatá rodina (podle Bartholomea Sprangera (1583)
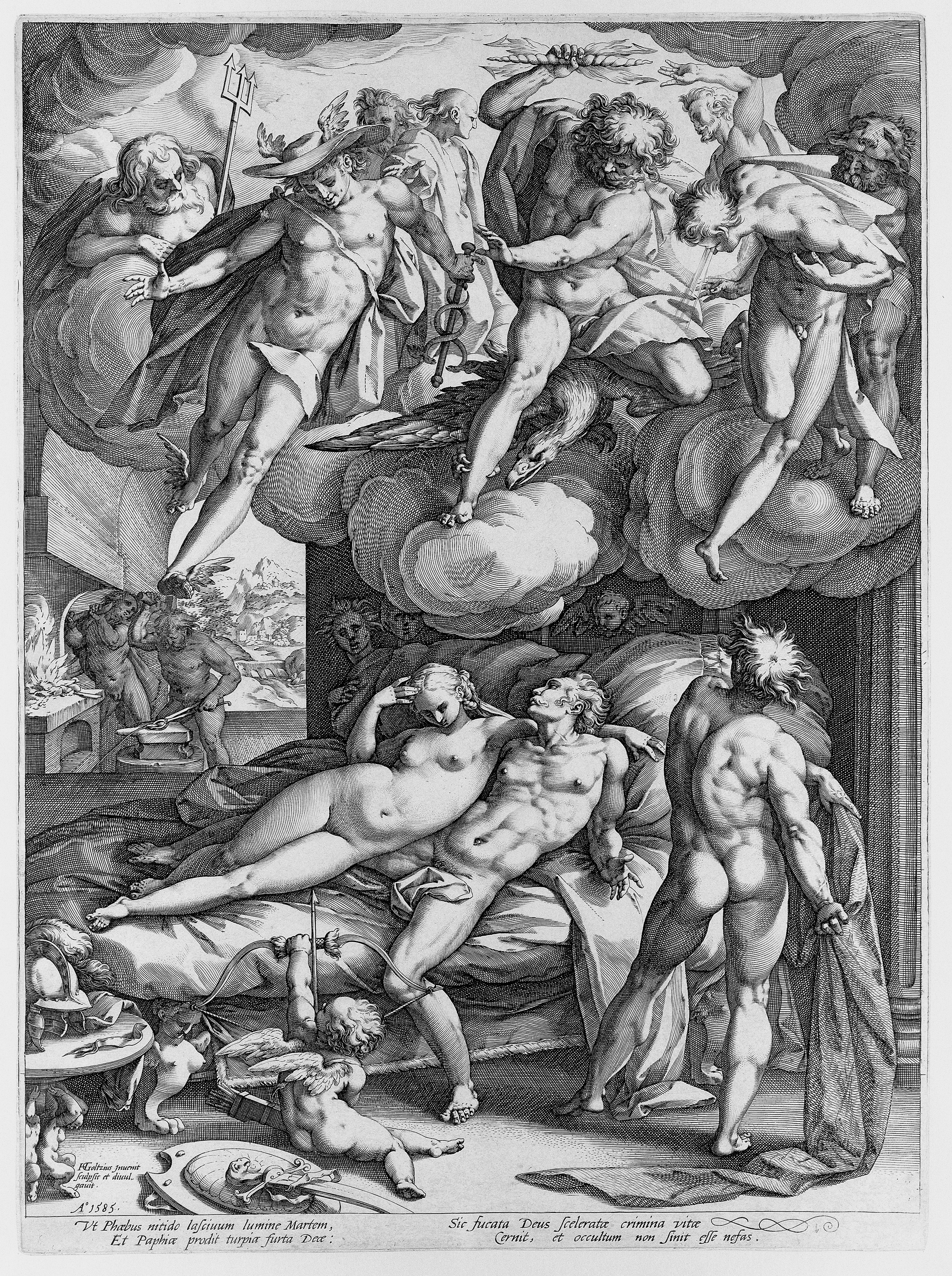
Venuše a Mars překvapeni Vukánem, podle vlastní kresby ve stylu Bartholomea Sprangera (1585)
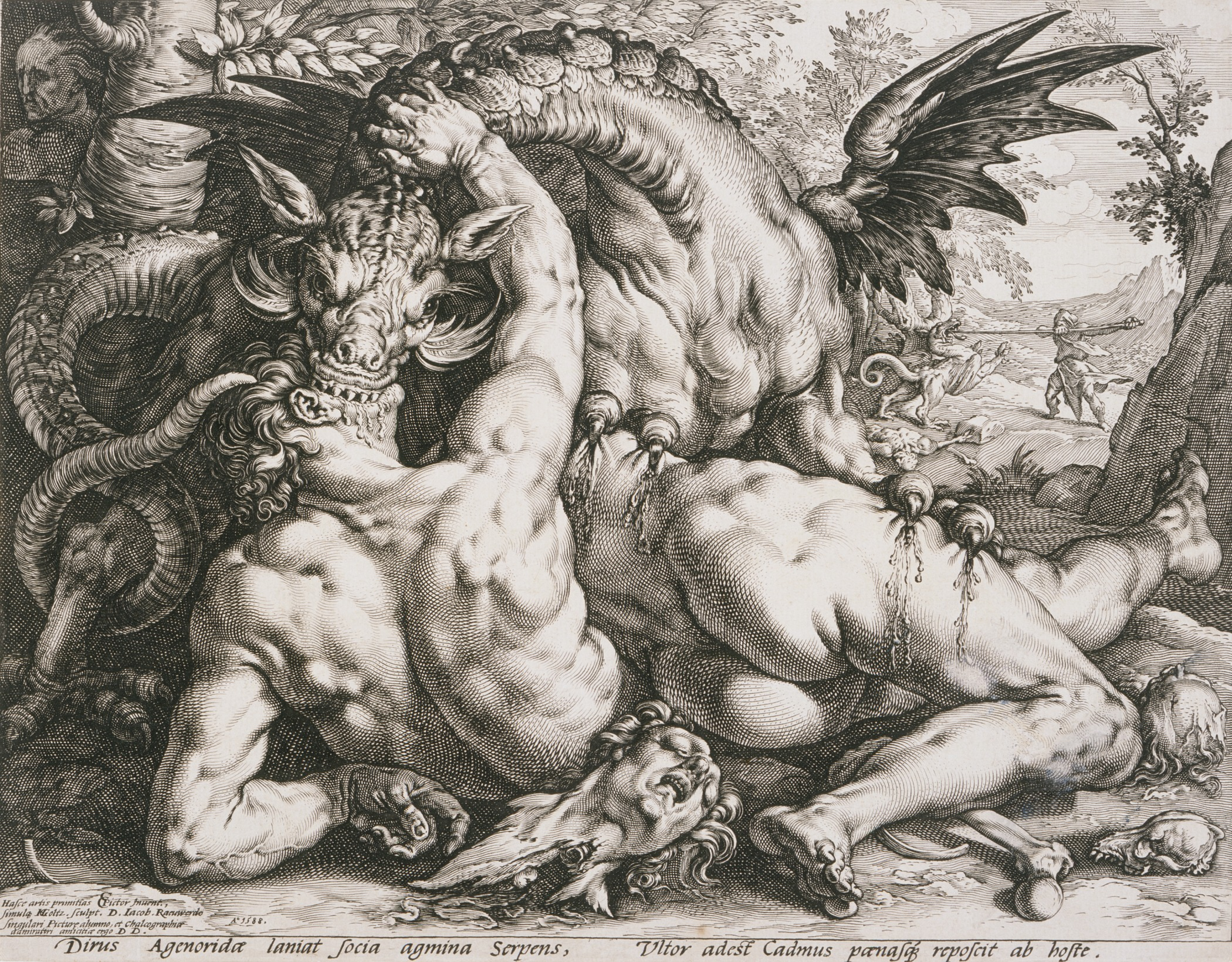
Drak požírající Kadmovy druhy (1588)
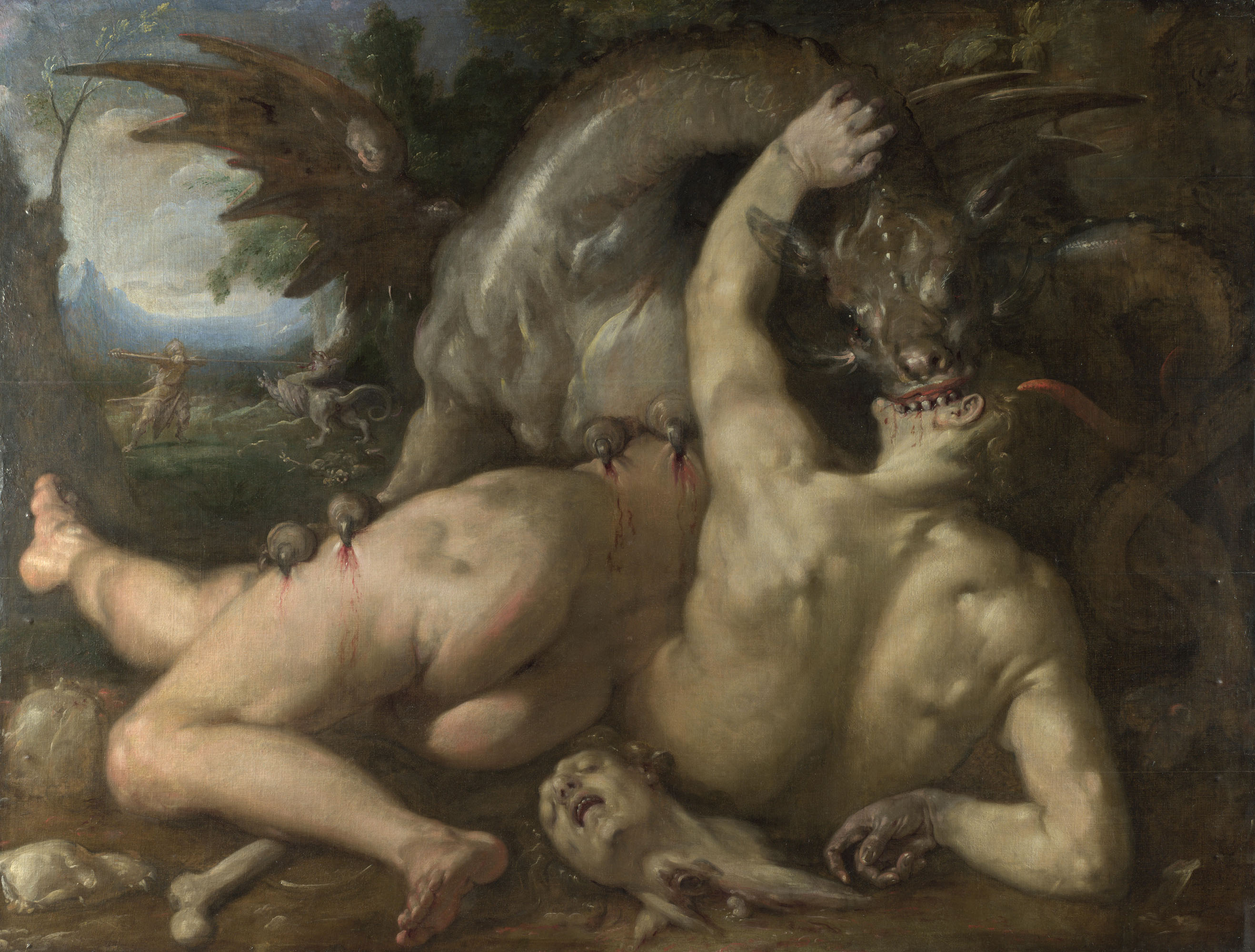
Cornelis van Haarlem: Drak požírající Kadmovy druhy (1588)
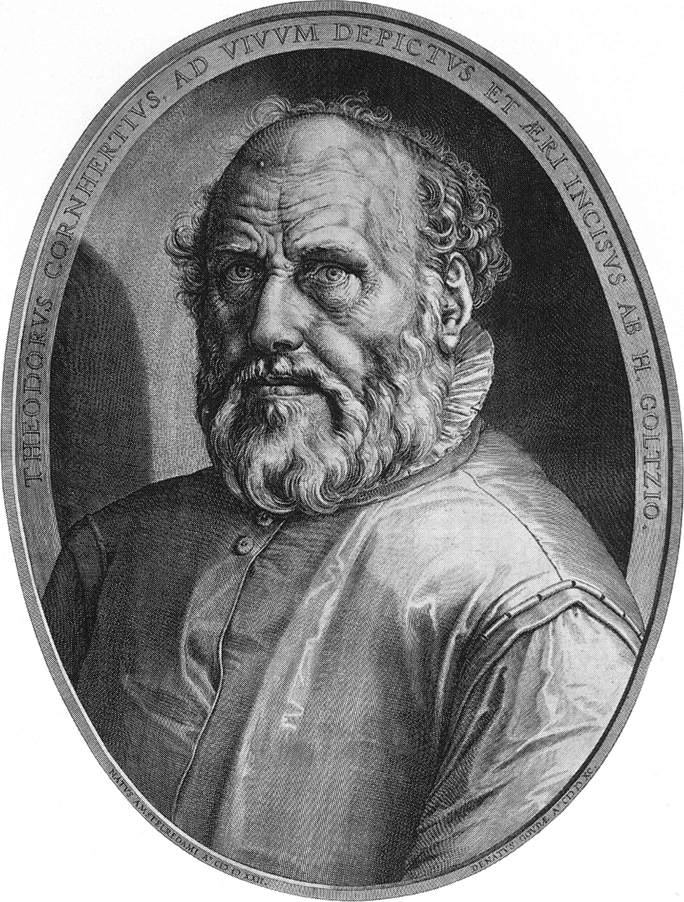
portrét Dircka Volckertszoon Coornherta (1591-1592)
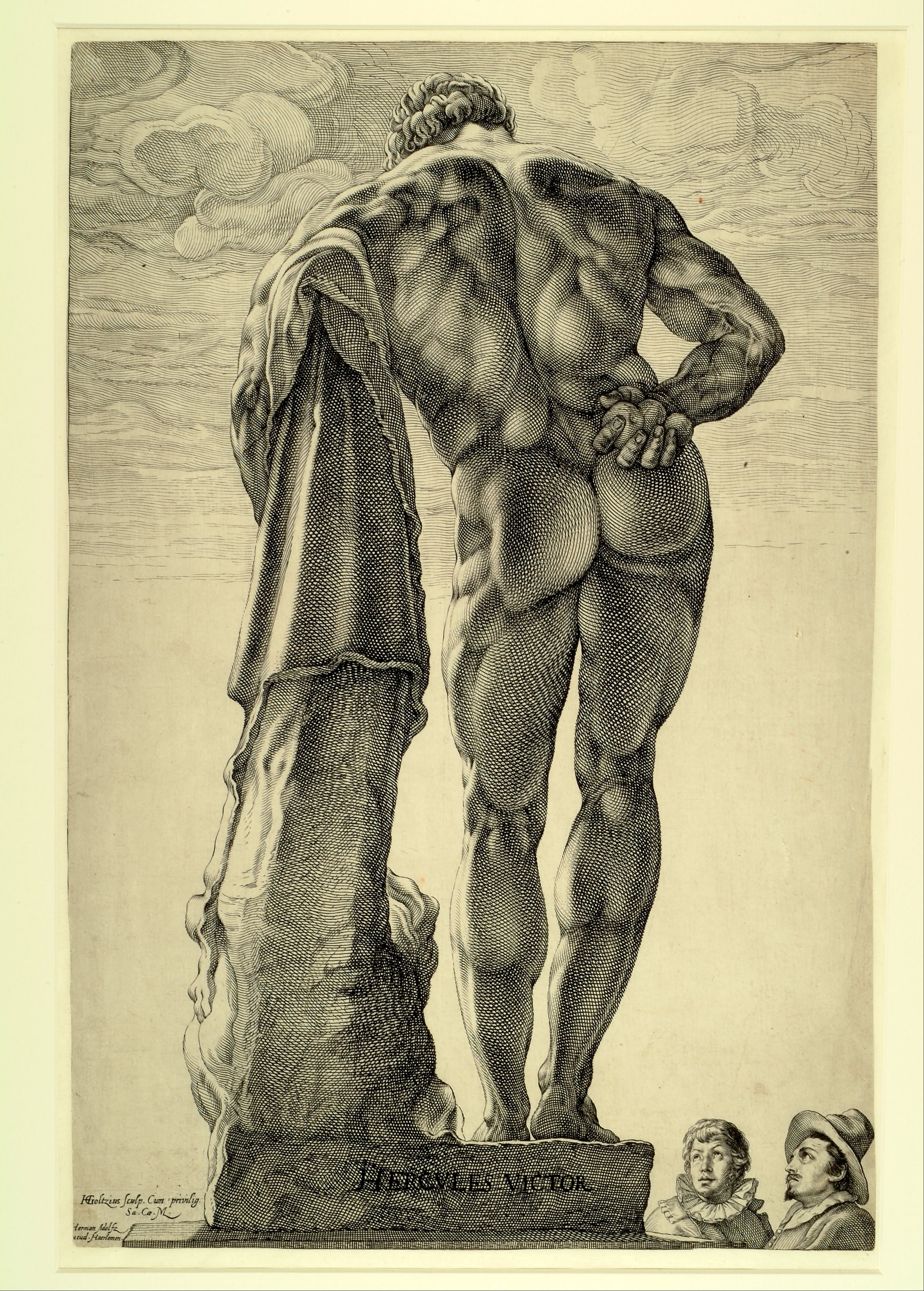
Herkules, Ercole Farnese (1592) - Google Art Project
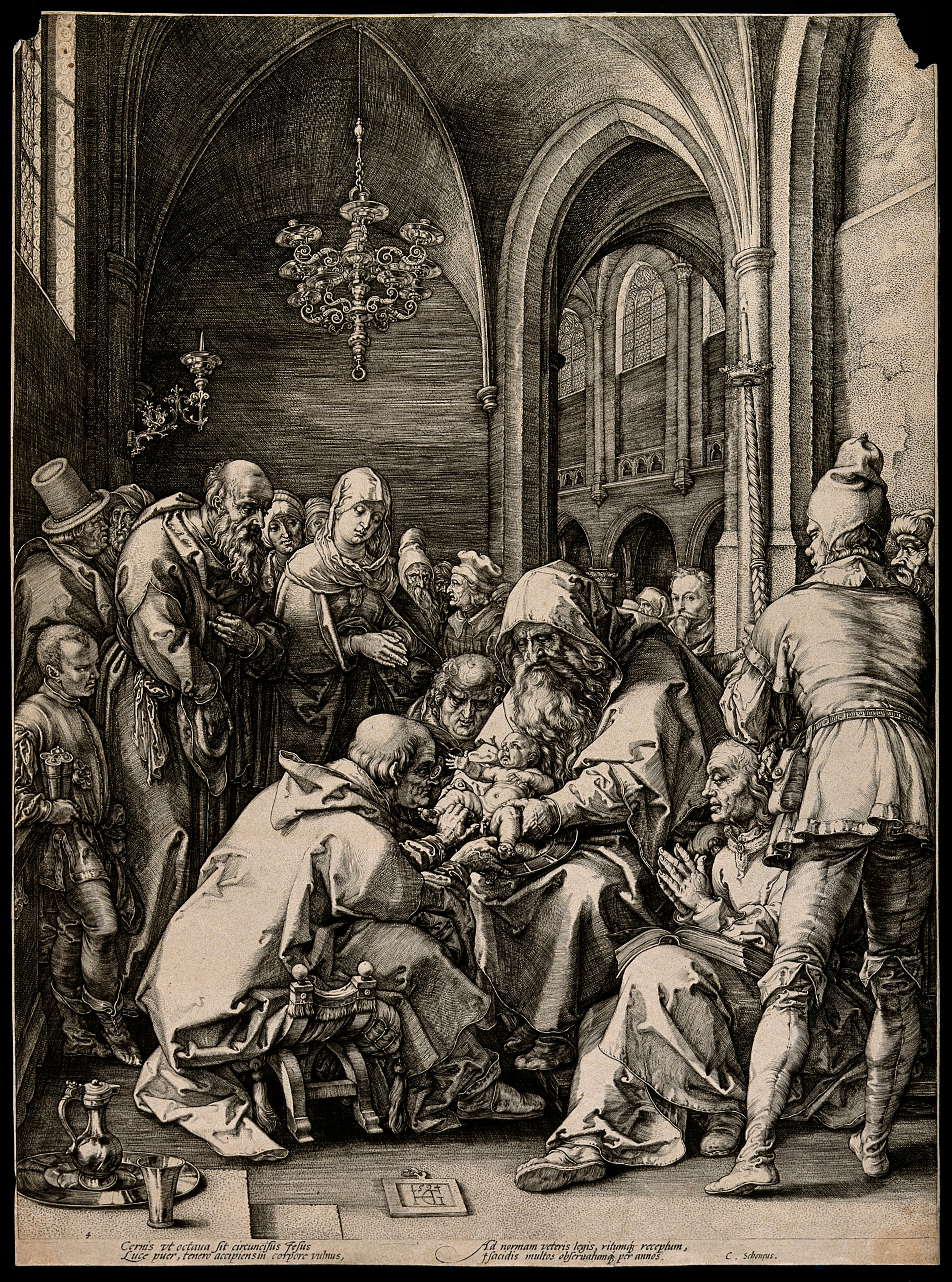
Obřezání Krista v chrámu (1594)
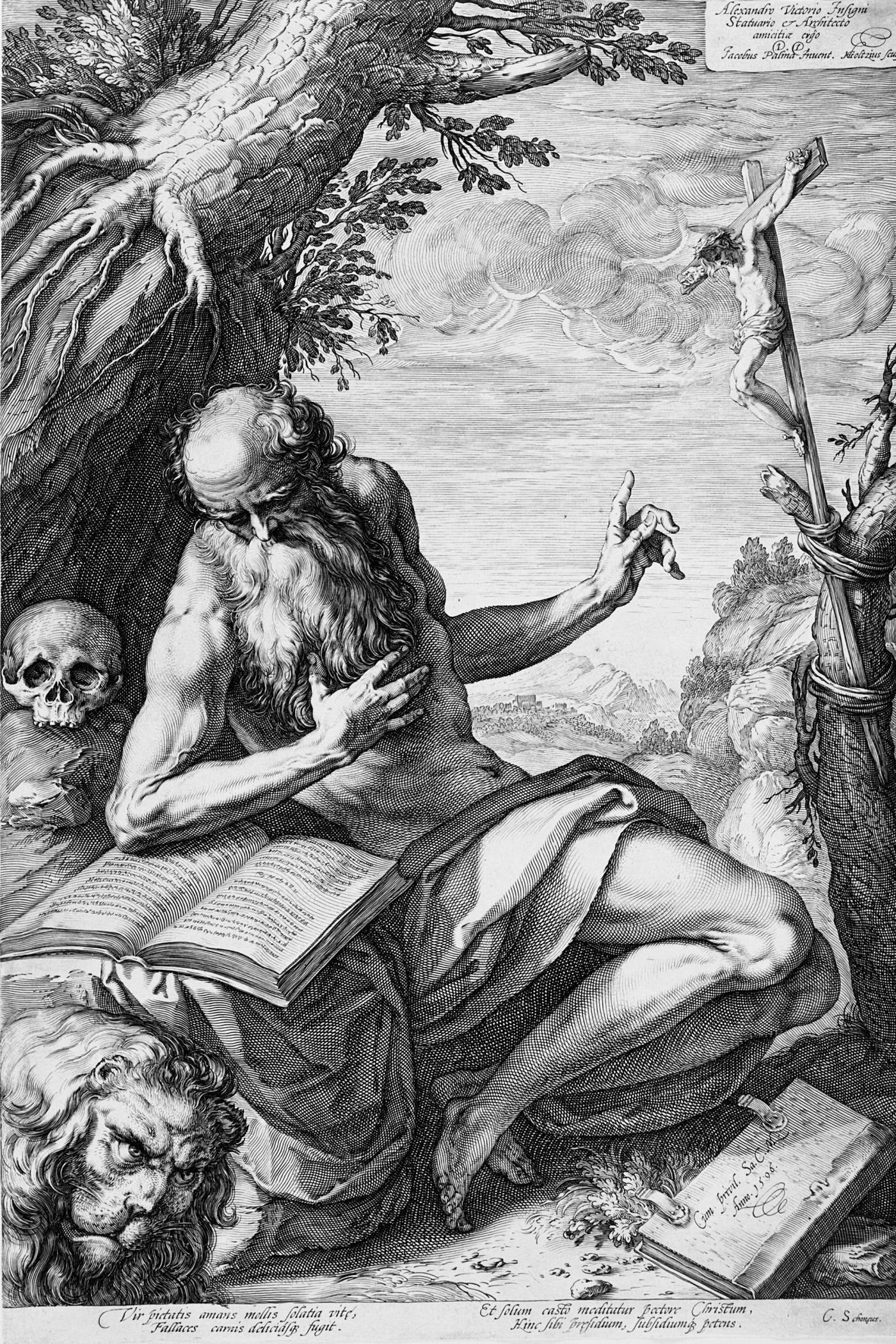
Sv. Jeroným na poušti (1596)
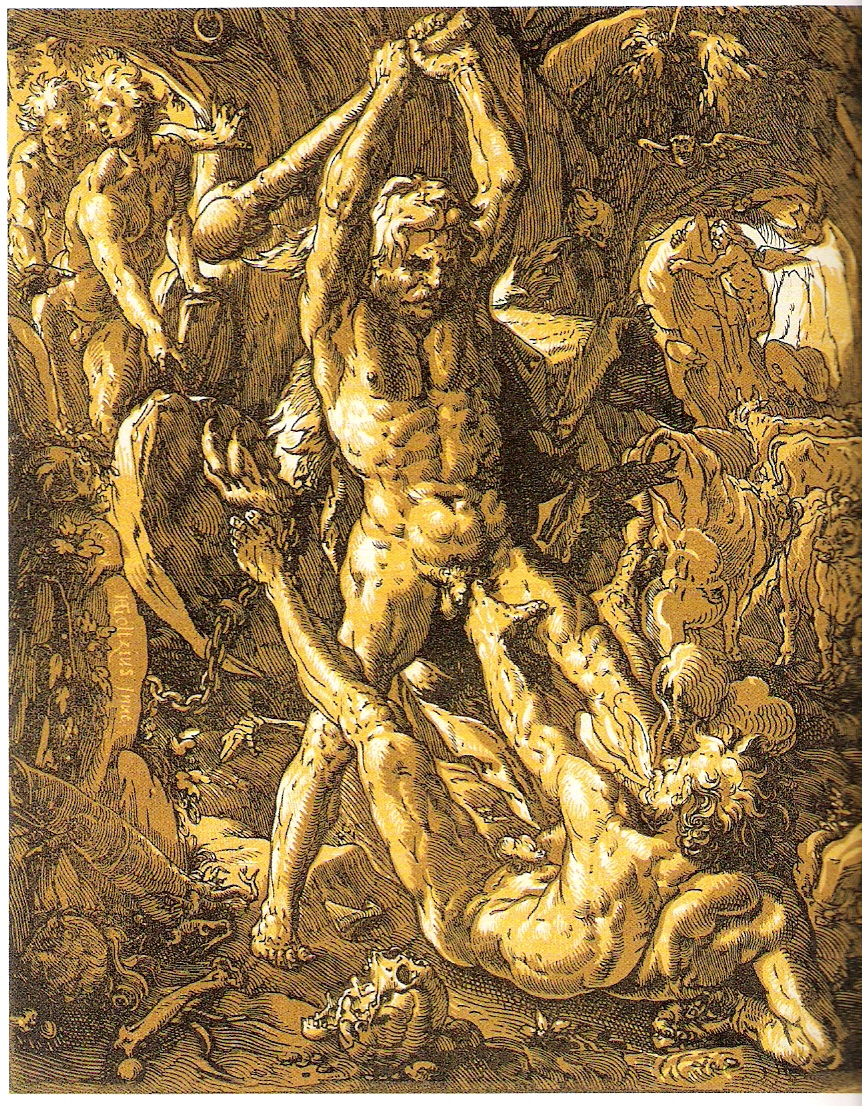
Herkules zabíjí Cacuse (šerosvitový dřevořez)

### Malba

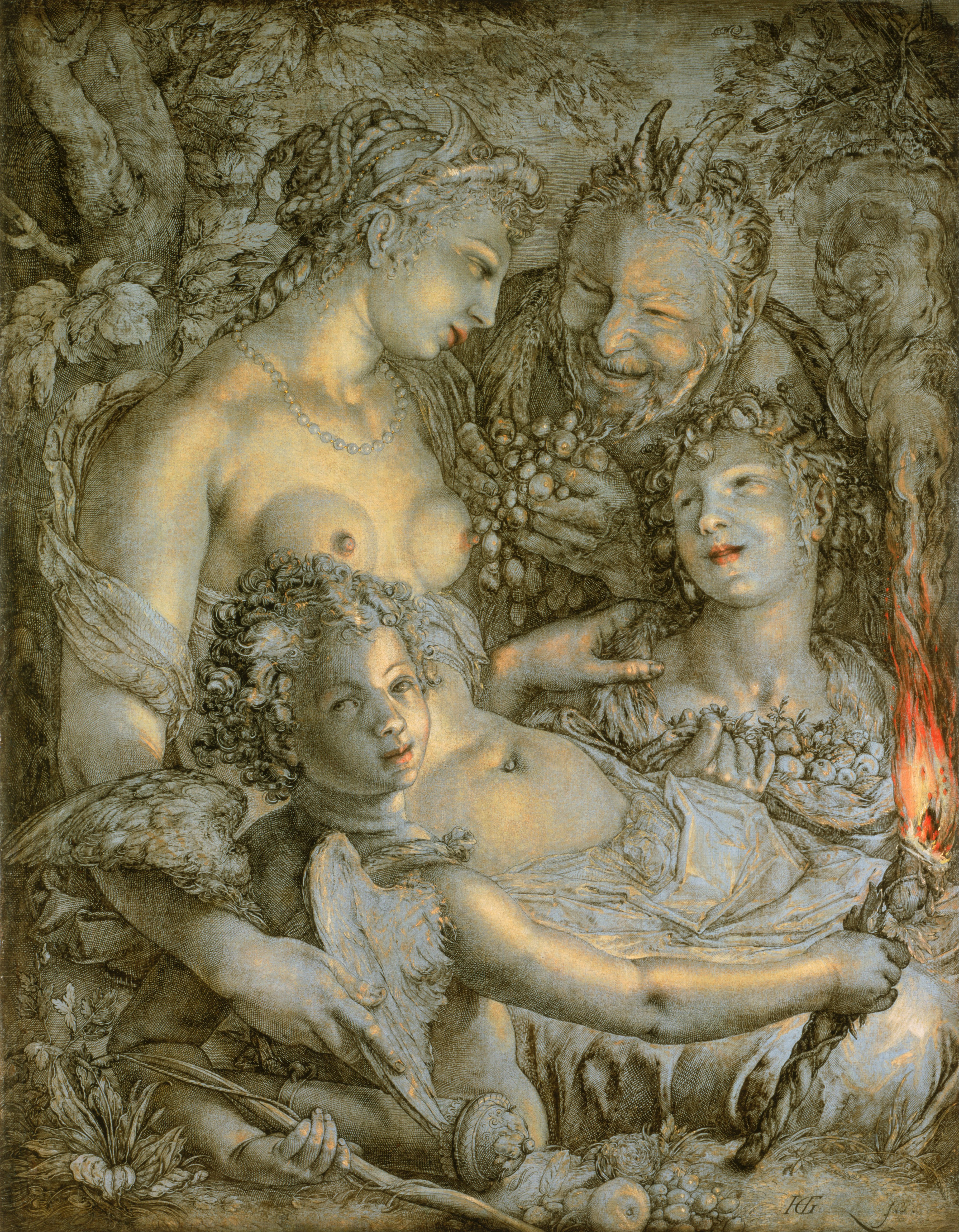
Bez Cerese a Bakcha Venuše zmrzne - Google Art Project (1600-1603)
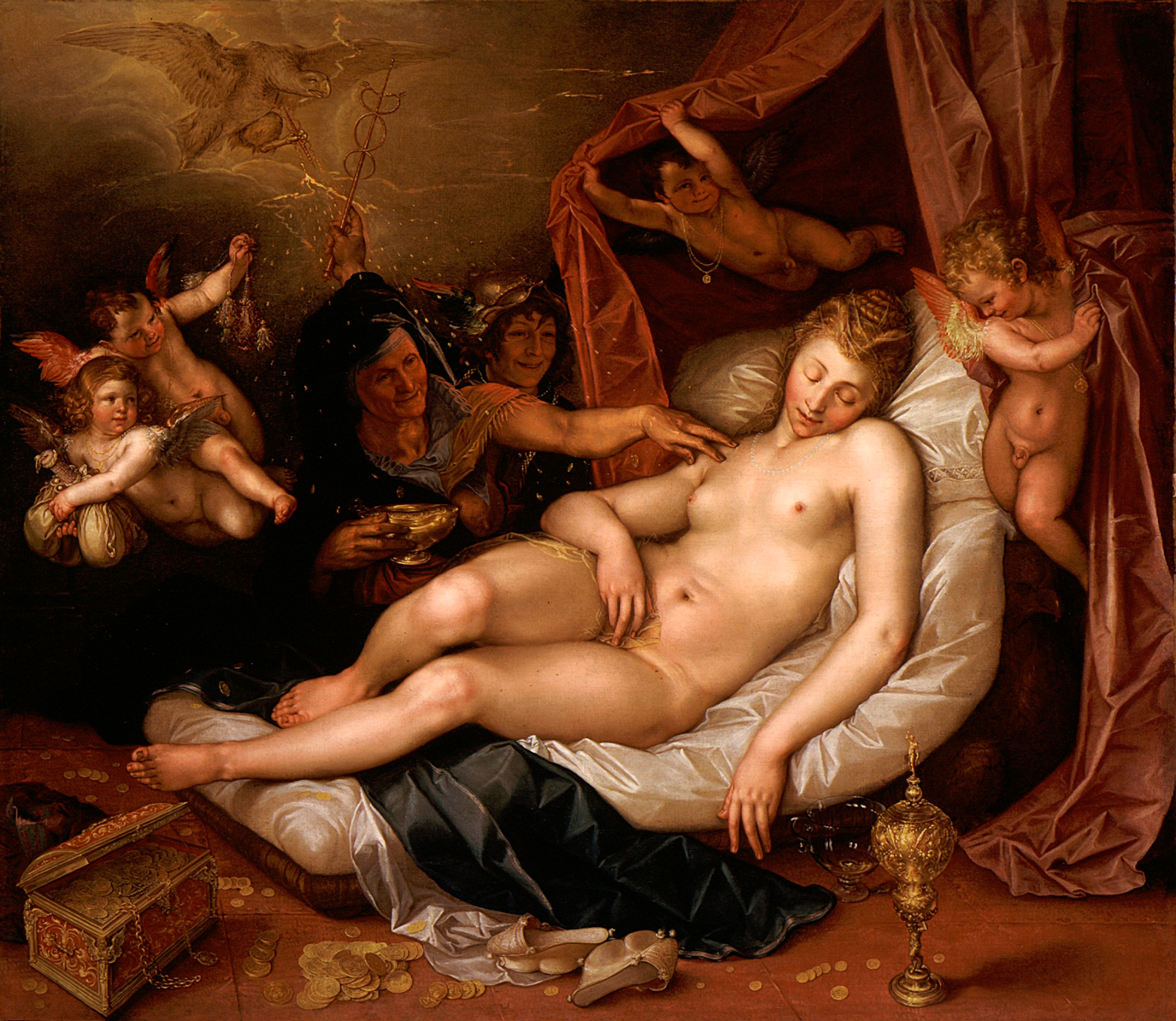
Danaë přijímající Jupitera jako zlatý déšť (1603)
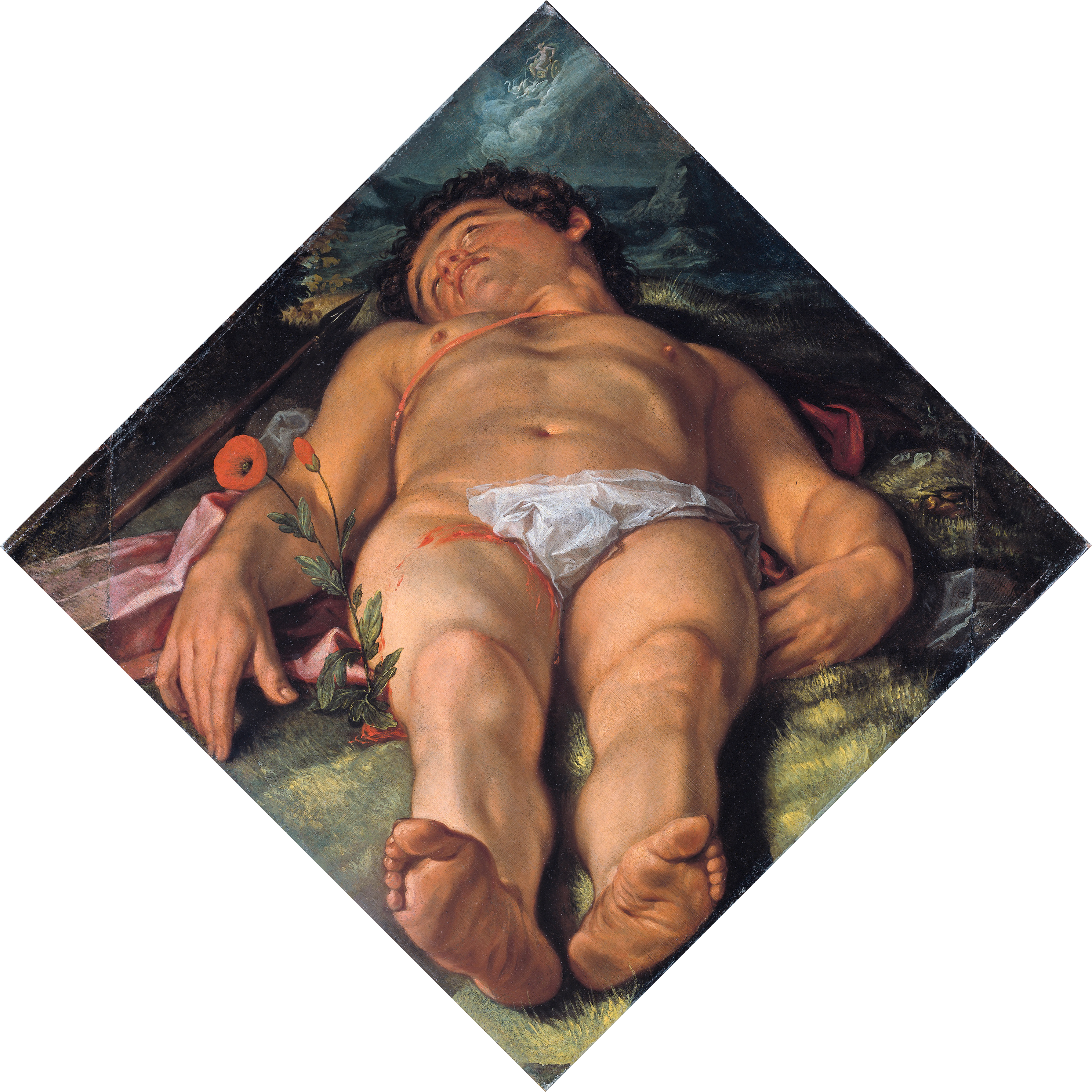
Umírající Adonis (1609)
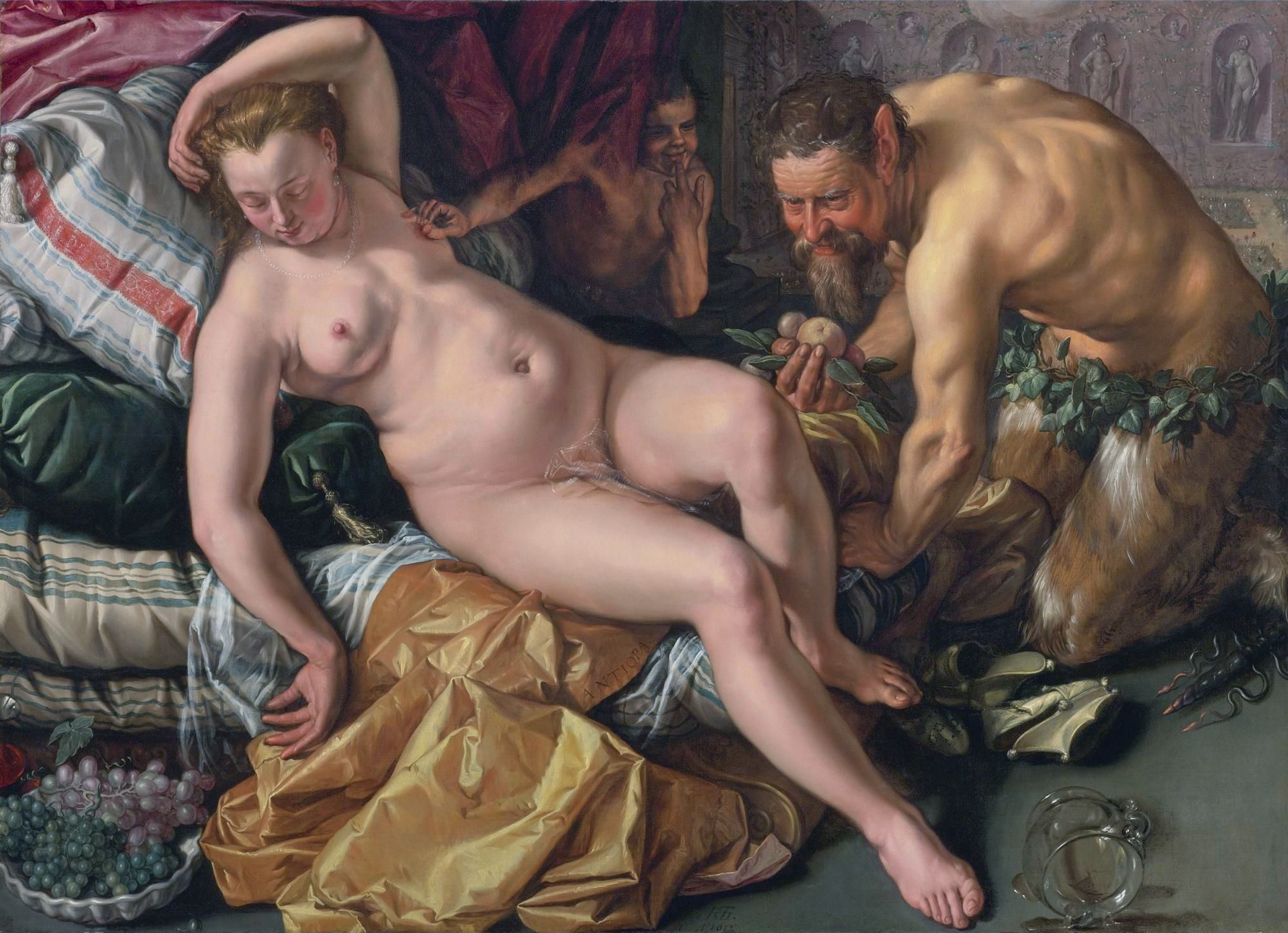
Jupiter a Antiope (1612)
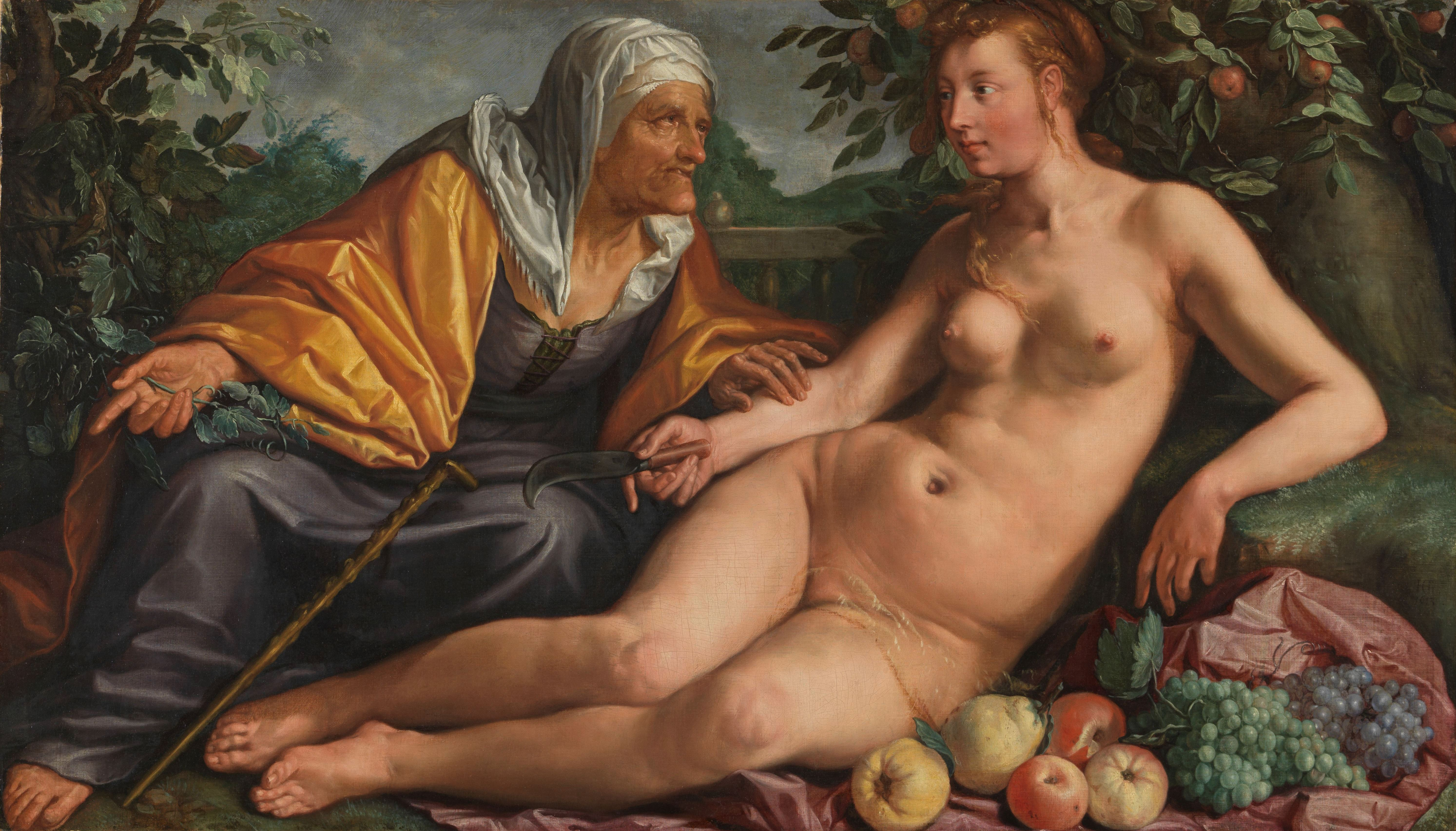
Vertumnus a Pomona (1613)
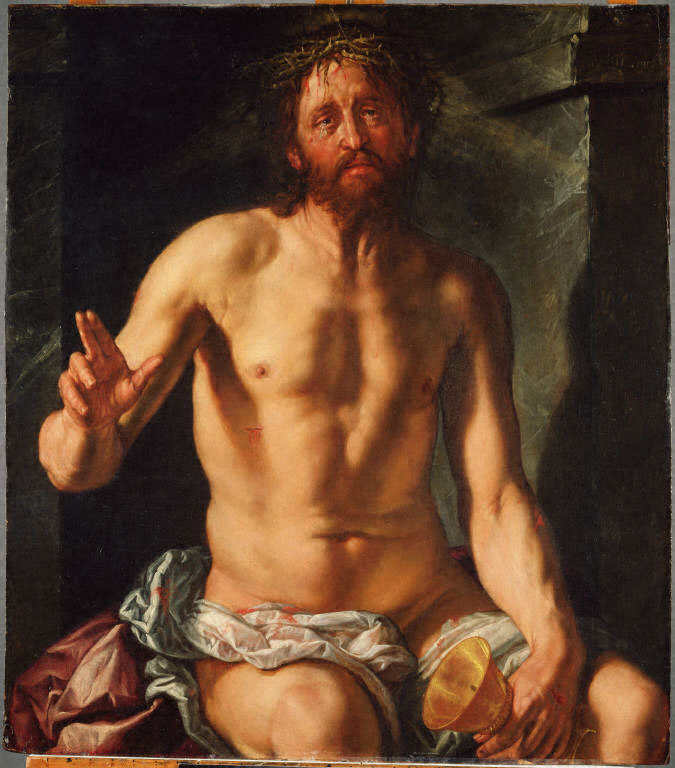
Žehnající bolestný Kristus (1614)
Prvotní hřích (1616), Google Art Project
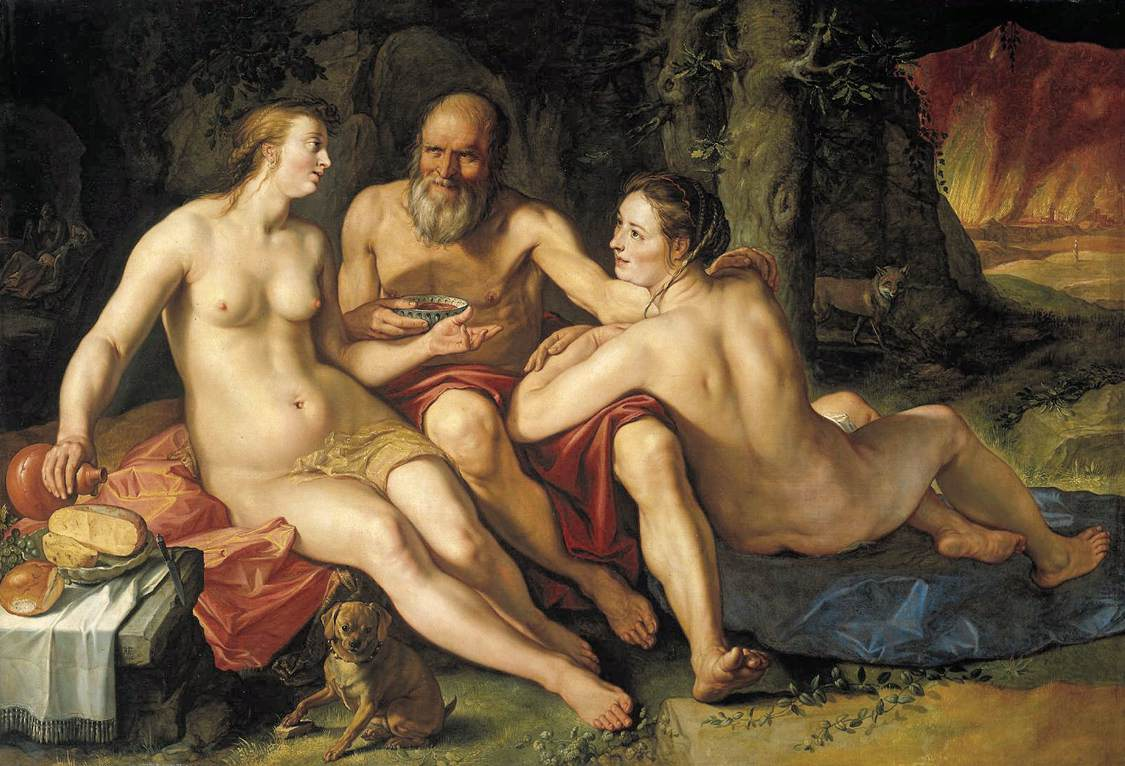
Lot a jeho dcery (1616)
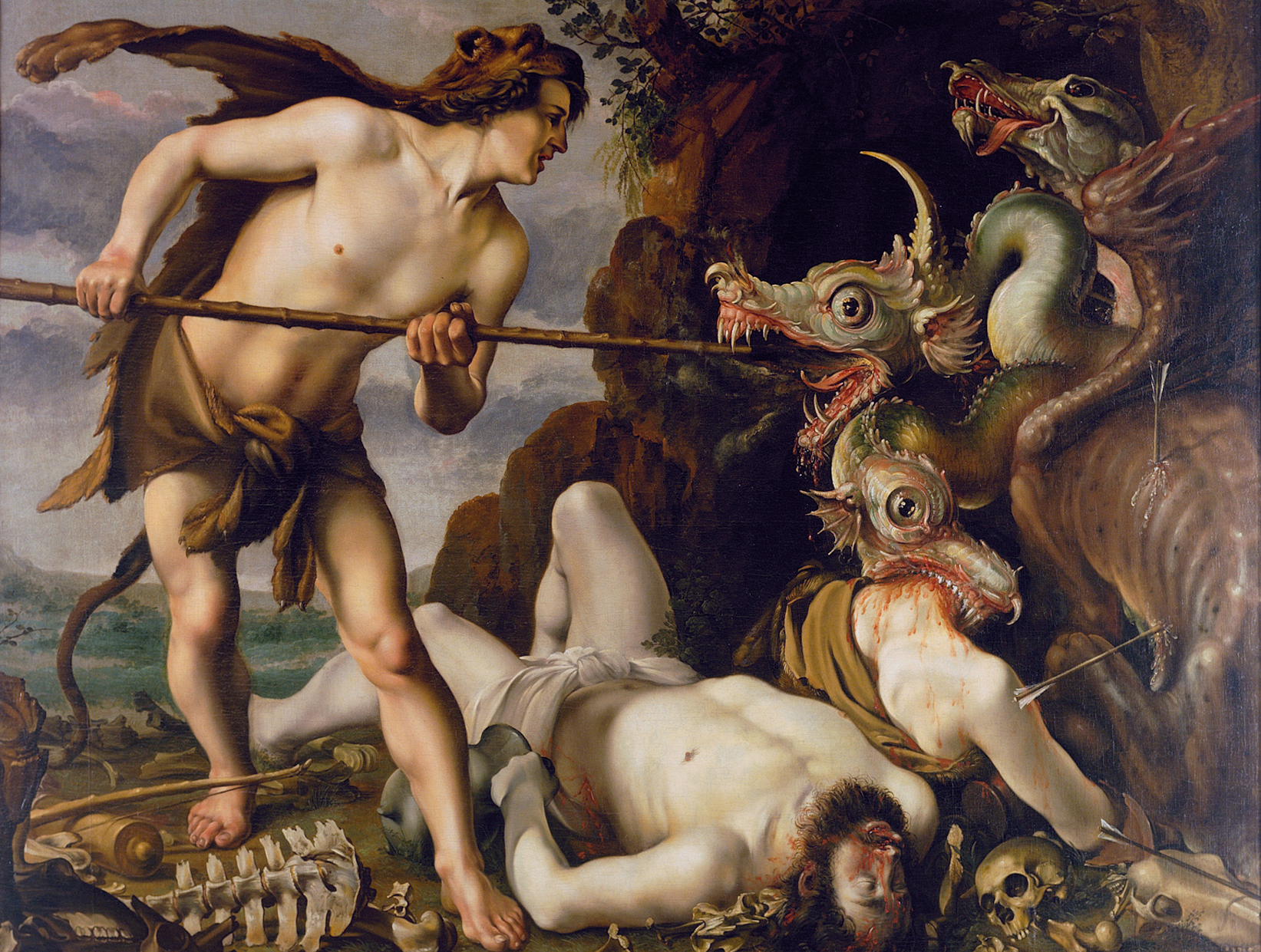
Cadmus zabíjí draka (před 1617)